# Hypognatha triunfo
Hypognatha triunfo là một loài nhện trong họ Araneidae.
Loài này thuộc chi Hypognatha. Hypognatha triunfo được Herbert Walter Levi miêu tả năm 1996.